# ألفرد لي لوميس
ألفرد لي لوميس (بالإنجليزية: Alfred Lee Loomis) هو عالم ومحامي أمريكي، ولد في 4 نوفمبر 1887 في مانهاتن في الولايات المتحدة، وتوفي في 11 أغسطس 1975 في إيست هامبتون في الولايات المتحدة.

## وصلات خارجية
- ألفرد لي لوميس على موقع إن إن دي بي (الإنجليزية)